# Майнер (Міссурі)
Майнер (англ. Miner) — місто (англ. city) в США, в округах Скотт і Міссісіпі штату Міссурі. Населення — 916 осіб (2020).

## Географія
Майнер розташований за координатами 36°54′25″ пн. ш. 89°32′9″ зх. д. / 36.90694° пн. ш. 89.53583° зх. д. (36.906857, -89.535886).  За даними Бюро перепису населення США в 2010 році місто мало площу 11,81 км², з яких 11,80 км² — суходіл та 0,00 км² — водойми.

## Демографія
Згідно з переписом 2010 року, у місті мешкали 984 особи в 389 домогосподарствах у складі 259 родин. Густота населення становила 83 особи/км².  Було 429 помешкань (36/км²).
Расовий склад населення:
| - 92,3 % — білих - 3,2 % — чорних або афроамериканців - 0,6 % — азіатів - 0,2 % — корінних американців - 1,7 % — осіб інших рас |

До двох чи більше рас належало 2,0 %. Частка іспаномовних становила 4,4 % від усіх жителів.
За віковим діапазоном населення розподілялося таким чином: 23,7 % — особи молодші 18 років, 58,3 % — особи у віці 18—64 років, 18,0 % — особи у віці 65 років та старші. Медіана віку мешканця становила 41,9 року. На 100 осіб жіночої статі у місті припадало 87,4 чоловіків;  на 100 жінок у віці від 18 років та старших — 83,2 чоловіків також старших 18 років.
Середній дохід на одне домашнє господарство  становив 46 774 долари США (медіана — 40 200), а середній дохід на одну сім'ю — 56 743 долари (медіана — 55 313). Медіана доходів становила 42 228 доларів для чоловіків та 23 667 доларів для жінок. За межею бідності перебувало 12,6 % осіб, у тому числі 13,6 % дітей у віці до 18 років та 7,4 % осіб у віці 65 років та старших.
Цивільне працевлаштоване населення становило 459 осіб. Основні галузі зайнятості: виробництво — 24,6 %, освіта, охорона здоров'я та соціальна допомога — 23,1 %, роздрібна торгівля — 10,9 %, транспорт — 9,8 %.